# Rhynchosia buettneri
Rhynchosia buettneri är en ärtväxtart som beskrevs av Hermann August Theodor Harms. Rhynchosia buettneri ingår i släktet Rhynchosia och familjen ärtväxter. Inga underarter finns listade i Catalogue of Life.